# أوسكار كورتيس (ملاكم)
أوسكار كورتيس (بالإسبانية: Oscar Cortes)‏ مواليد 25 يونيو 1993 في سابوبان، ولاية خاليسكو، المكسيك، هو ملاكم مكسيكي يصنف ضمن فئة وزن الريشة.

## إحصائيات
خاض خلال مسيرته 21 نزالا، فاز في 21 ولم يتعادل ولم يخسر. فاز بالضربة القاضية في 11 نزالا.

## روابط خارجية
- أوسكار كورتيس على موقع بوكس ريك (الإنجليزية) (registration required)